# Jean Carmet
Jean Carmet  (Bourgueil, 25 april 1920 - Sèvres, 20 april 1994) was een Frans acteur. Hij was te zien in ongeveer 170 langspeelfilms waarin hij hoofdzakelijk tweedeplansrollen speelde.

## Leven en werk

### Bescheiden beginjaren
Jean Carmet zette zijn studies vrij vroeg stop om naar Parijs te trekken. Hij werd loopjongen en deed stage als assistent-toneelmeester bij enkele toneelhuizen. Hij bekwam figurantenrolletjes, eerst in toneelstukken in een regie van Marcel Herrand. Weldra kreeg hij ook figurantenwerk in films van onder meer Marcel Carné en Yves Allégret.

### Jaren vijftig en zestig: de bijrollen
Daarna kwam hij in contact met het acteursgezelschap  Branquignols dat onder de bezielende leiding van Robert Dhéry dertig jaar lang acteurs, zangers en muzikanten verenigde. Vanaf dan trad hij voortdurend op in films, meestal komedies en af en toe politiefilms. Hij nam altijd pretentieloze bijrollen voor zijn rekening. Robert Dhéry, Louis Daquin, de naar Frankrijk uitgeweken John Berry die in Hollywood op de zwarte lijst stond, Jean Girault, Jean-Pierre Mocky, Pierre Tchernia, Michel Audiard en Yves Robert deden meermaals een beroep op hem. Zijn acteursprofiel bleef zo vijfentwintig jaar lang vrij bescheiden.

### Jaren zeventig: doorbraak en grote rollen
Michel Audiard, die hem met een bijrol had bedacht in al zijn komedies, schonk hem de hoofdrol in Comment réussir quand on est con et pleurnichard (1974) en in Bons baisers... à lundi (1974), zijn laatste twee komedies als regisseur. Ongeveer tezelfdertijd werd Carmet echt beroemd in Frankrijk met het komische tweeluik  Le Grand Blond avec une chaussure noire (1972) en Le Retour du grand blond (1974). De altijd wat cynisch ingestelde Claude Chabrol had oog voor Carmets dramatisch potentieel en castte hem perfect in drie van zijn drama's uit de jaren zeventig. Carmet belichaamde die complexere personages feilloos zoals bleek uit de geile vaderfiguur in Violette Nozière (1978). Yves Boisset ging nog verder door hem ronduit een hoofdrol te geven in het sociaal drama Dupont Lajoie (1974) waarin hij gestalte gaf aan een benepen laffe racist, in het oorlogsdrama Allons z'enfants (1981) en in de misdaadfilm Canicule (1984). Internationale bekendheid verwierf Carmet dankzij de hoofdrol die hij vertolkte in Jean-Jacques Annauds eerste film, de satirische komedie La Victoire en chantant (1976), die in 1977 bekroond werd met de Oscar voor Beste Niet-Engelstalige film. Grote rollen werd hem nu aangeboden. Sinds zijn rol van enge racist in Dupont Lajoie zette hij in de jaren zeventig zonder probleem nog andere dramatische, groteske, zielige of ronduit hatelijke personages neer in onder meer de satirische komedie Le Sucre (1978), de tragikomedie Buffet froid (1979), de politiefilm Un si joli village (1979) en het drama Il y a longtemps que je t'aime (1979).

### Jaren tachtig en negentig: de bevestiging
Carmet werd niet meer gevraagd slechts bijrollen te vertolken. Hij zette de jaren tachtig krachtig in met personages zoals de vriendelijke bescheiden priester in Le Curé de Tours, de malafide journalist in het bankiersdrama La Banquière (1980), de harde luitenant in het oorlogsdrama Allons z'enfants (1981), de venijnige Thénardier in Les Misérables (1982) of de boerenkinkel in Canicule (1984). Dat hij zijn komisch talent niet kwijt was bewees hij met La soupe aux choux (1981), Papy fait de la résistance (1983) en Les Fugitifs (1986), drie absolute commerciële toppers. Hij verdeelde nu zijn aandacht evenredig over de (tragi)komedie en het drama. Vermeldenswaardig waren onder meer Merci la vie (1991), na Buffet froid de tweede tragikomedie waarin hij speelde voor Bertrand Blier en het naturalistische mijnwerkersdrama Germinal  (1993), zijn op een na laatste film en het grootste kassucces waaraan hij heeft meegewerkt. Hij had zich ertoe verbonden de hoofdrol te vertolken in de komedie Le bonheur est dans le pré van Étienne Chatiliez maar hij overleed voor de opnames. Zijn vriend Michel Serrault verving hem op de filmset.

### Televisie
Hij heeft regelmatig voor de televisie gewerkt. Hier zijn vooral de literatuurverfilmingen het vermelden waard : Le Curé de Tours (1980) en Eugénie Grandet (1993) (naar de gelijknamige romans van Honoré de Balzac), de miniserie La Double Vie de Théophraste Longuet (1981, naar de gelijknamige roman van Gaston Leroux), Bouvard et Pécuchet (1990, naar de gelijknamige onvoltooide roman van Gustave Flaubert) en La Controverse de Valladolid (1992).
Carmet stierf ten gevolge van een hartaanval in 1994 op 73-jarige leeftijd. Hij ligt begraven op het cimetière du Montparnasse.

## Filmografie (selectie)
- 1942 - Les Visiteurs du soir (Marcel Carné)
- 1945 - Les Démons de l'aube (Yves Allégret)
- 1945 - Les Enfants du paradis (Marcel Carné)
- 1945 - François Villon (André Zwobada)
- 1946 - Copie conforme (Jean Dréville)
- 1947 - Monsieur Vincent (Maurice Cloche)
- 1949 - Le Parfum de la dame en noir (Louis Daquin)
- 1949 - La Patronne (Robert Dhéry)
- 1949 - Branquignol (Robert Dhéry)
- 1950 - Les femmes sont folles (Gilles Grangier)
- 1950 - Dieu a besoin des hommes (Jean Delannoy)
- 1951 - Knock (Guy Lefranc)
- 1951 - Drôle de noce (Léo Joannon)
- 1951 - Ils étaient cinq (Jack Pinoteau)
- 1952 - Monsieur Taxi (André Hunebelle)
- 1954 - Ça va barder (John Berry)
- 1955 - Bonjour sourire (Claude Sautet)
- 1956 - Les Aventures de Till l'espiègle (Gérard Philipe en Joris Ivens)
- 1956 - Mademoiselle et son gang (Jean Boyer)
- 1958 - Un drôle de dimanche (Marc Allégret)
- 1958 - Oh ! Qué mambo (John Berry)
- 1959 - Babette s'en va-t-en guerre (Christian-Jaque)
- 1961 - La Belle Américaine (Robert Dhéry)
- 1961 - Le Caporal épinglé (Jean Renoir)
- 1963 - La Foire aux cancres (Louis Daquin)
- 1963 - Mélodie en sous-sol (Henri Verneuil)
- 1964 - Allez France ! (Robert Dhéry)
- 1964 - Les Gorilles (Jean Girault)
- 1965 - La Bourse et la Vie (Jean-Pierre Mocky)
- 1965 - La Métamorphose des cloportes (Pierre Granier-Deferre)
- 1967 - Alexandre le bienheureux (Yves Robert)
- 1968 - Faut pas prendre les enfants du bon Dieu pour des canards sauvages (Michel Audiard)
- 1969 - Une veuve en or (Michel Audiard)
- 1970 - Elle boit pas, elle fume pas, elle drague pas, mais... elle cause ! (Michel Audiard)
- 1970 - La Rupture (Claude Chabrol)
- 1970 - Le Cri du cormoran le soir au-dessus des jonques (Michel Audiard)
- 1970 - Les Novices (Guy Casaril)
- 1971 - Juste avant la nuit (Claude Chabrol)
- 1971 - Le drapeau noir flotte sur la marmite (Michel Audiard)
- 1971 - Le Viager (Pierre Tchernia)
- 1971 - Les Malheurs d'Alfred (Pierre Richard)
- 1972 - Elle cause plus... elle flingue (Michel Audiard)
- 1972 - Le Grand Blond avec une chaussure noire (Yves Robert)
- 1973 - Pleure pas la bouche pleine (Pascal Thomas)
- 1973 - Le Concierge (Jean Girault)
- 1973 - Les Gaspards (Pierre Tchernia)
- 1974 - Comment réussir quand on est con et pleurnichard (Michel Audiard)
- 1974 - Un linceul n'a pas de poches (Jean-Pierre Mocky)
- 1974 - Le Retour du grand blond (Yves Robert)
- 1974 - Bons baisers... à lundi (Michel Audiard)
- 1974 - Dupont Lajoie (Yves Boisset)
- 1976 - Les Œufs brouillés (Joël Santoni)
- 1976 - La Victoire en chantant of Noirs et Blancs en couleurs (Jean-Jacques Annaud)
- 1977 - Alice ou la Dernière Fugue (Claude Chabrol)
- 1977 - René la Canne (Francis Girod)
- 1977 - La Septième Compagnie au clair de lune (Robert Lamoureux)
- 1978 - Le Sucre (Jacques Rouffio)
- 1978 - Violette Nozière (Claude Chabrol)
- 1979 - Buffet froid (Bertrand Blier)
- 1979 - Un si joli village (Étienne Périer)
- 1979 - Il y a longtemps que je t'aime (Jean-Charles Tacchella)
- 1980 - Le Curé de Tours (Gabriel Axel) (televisiefilm)
- 1980 - La Banquière (Francis Girod)
- 1981 - Die Fälschung (Volker Schlöndorff)
- 1981 - Allons z'enfants (Yves Boisset)
- 1981 - La soupe aux choux (Jean Girault)
- 1982 - Les Misérables (Robert Hossein)
- 1982 - Guy de Maupassant (Michel Drach)
- 1983 - Papy fait de la résistance (Jean-Marie Poiré)
- 1984 - Canicule (Yves Boisset)
- 1985 - Mon beau-frère a tué ma sœur (Jacques Rouffio)
- 1985 - Sac de nœuds (Josiane Balasko)
- 1986 - Les Fugitifs (Francis Veber)
- 1987 - Miss Mona (Mehdi Charef)
- 1987 - L'âge de Monsieur est avancé (Pierre Étaix)
- 1988 - Mangeclous (Moshé Mizrahi)
- 1988 - L'Invité surprise (Georges Lautner)
- 1989 - La Vouivre (Georges Wilson)
- 1990 - Le Château de ma mère (Yves Robert)
- 1991 - Merci la vie (Bertrand Blier)
- 1991 - La Reine blanche (Jean-Loup Hubert)
- 1992 - Le Bal des casse-pieds (Yves Robert)
- 1992 - Coup de jeune (Xavier Gélin)
- 1993 - Germinal  (Claude Berri)
- 1994 - Cache cash (Claude Pinoteau)

## Prijzen
- 1983 - Les Misérables : César voor beste acteur in een bijrol
- 1992 - Merci la vie : César voor beste acteur in een bijrol
- 1994 - César d'honneur ter bekroning van een ganse carrière